# Karen Horney
Karen Horney, geboren als Karen Clementine Theodore Danielsen (Blankenese, 16 september 1885 – New York, 4 december 1952), was een Duits-Amerikaanse psychoanalytica. 

## Loopbaan
Karin Danielsen behoorde in 1906 bij de eerste vrouwen in Duitsland die geneeskunde gingen studeren. Ze deed dit tegen de wens van haar ouders in. Ze ging voor haar studie naar de Universiteit van Freiburg. Na haar huwelijk in 1909 heette ze Karen Horney. Ze verhuisden naar Berlijn, waar ze aan de universiteitskliniek Charité haar studie voortzette. In 1915 promoveerde ze bij Karl Bonhoeffer op het onderwerp psychoses na hersenletsel. In 1932 verhuisde ze naar Amerika om een alternatieve psychoanalytische vereniging op te richten. 
Volgens Horney werden neuroses niet alleen veroorzaakt door emotionele conflicten uit de kindertijd, maar vooral door relaties met mensen. Zij volgde hierin aanvankelijk de theorie van Sigmund Freud, maar bracht later nuances aan. Zij volgde Freud niet waar hij een verschil aangaf tussen man en vrouw.

## Privé
Horneys ouders waren de Noors-Duitse scheepskapitein Berndt Wackels Danielsen (1836–1910) en de Nederlandse Clothilde Marie van Ronzelen (1853–1911), dochter van de waterbouwkundige Jacobus Johannes van Ronzelen (1800-1865). Ze trouwde in 1909 met de economiestudent Oskar Horney (1883–1948), die carrière maakte in de industriële wereld. Al tijdens haar studie beviel ze van haar eerste dochter Brigitte Horney (1911-1988), die toneel- en filmactrice werd. Daarna kreeg ze nog twee kinderen.